# Silurus meridionalis
Silurus meridionalis е вид лъчеперка от семейство Siluridae. Видът не е застрашен от изчезване.

## Разпространение
Разпространен е в Китай (Анхуей, Гуандун, Гуейджоу, Дзянсу, Съчуан, Фудзиен, Хубей и Хунан).

## Описание
На дължина достигат до 1 m.
Популацията на вида е намаляваща.